# Łódź Koziny
Łódź Koziny, również czasami nazywany Łódź Włókniarzy – budowany podziemny przystanek osobowy w tunelu średnicowym, położony w Łodzi, w dzielnicy Bałuty, na granicy Żubardzia i Kozin, u zbiegu ulicy Drewnowskiej z Kasprzaka i Aleją Włókniarzy w obrębie komory rozjazdowej.
Zgodnie z założeniem, przystanek obsługiwać będzie połączenia ŁKA i Polregio.
Budowa przystanku realizowana jest w ramach dodatkowej umowy pomiędzy inwestorem, a wykonawcą. Otwarcie przystanku dla podróżnych planowane było wraz z otwarciem tunelu na koniec 2022 roku.

## Opis
Przystanek będzie składał się z trzech poziomów skomunikowanych ze sobą schodami stałymi, ruchomymi i windami. Na poziomach -2 i -3 przewidziano po dwa perony jednokrawędziowe o długości 155 m każdy. Poziom -1 ma służyć komunikacji.

## Historia
Propozycje powstania przystanku Koziny pojawiły się wraz ze zmianą przebiegu drugiej fazy tunelu średnicowego.
Jego budowę odrzucono i zaczęto realizować inwestycję z przewidzianymi jedynie dwoma przystankami: Śródmieście i Polesie.
Pomysł powstania przystanku Koziny zaczęto ponownie poważnie rozważać po interwencji wicepremiera Piotra Glińskiego, który forsował jego powstanie. Ostatecznie PKP PLK, przychyliło się do tego i podpisano z wykonawcą dodatkową umowę na rozszerzenie projektu.